# Aït Fraoussen
 (août 2011).
La tribu des Aït Fraoussen est une des grandes tribus Kabyles, en Kabylie. Son territoire actuel s'étend en bordure du Sebaou, sur les contreforts du Djurdjura. Il englobe environ 25 villages dont Djemâa Saharidj et Mekla pour les plus populaires. L'organisation étatique de la wilaya de Tizi Ouzou reconnaît le territoire des Aït Fraoussen au travers de la Daïra et de la commune portant le nom du plus grand centre urbain de cette tribu, Mekla.
Lorsque l'on étudie l'histoire de la Kabylie et particulièrement de la grande Kabylie, il est impossible de ne pas être frappé par les faits d'armes de cette tribu qui a fortement marqué la région durant l'Antiquité et une grande partie du Moyen Âge. Il semble en effet qu'ils puissent être reliés au Fraxinenses, une turbulente tribu mentionnée dans la région par les auteurs antiques.
Faraxen est le nom romanisé du clan berbère des Fraoucen, installés au IIIe siècle en Grande Kabylie,, célèbres pour s'être révoltés contre les Romains en 253 ap. J.-C ; le nom de Faraxen est aussi donné au chef du clan durant cette révolte. 

## Thèses sur l'origine de la tribu d'Aït Fraoussen
Plusieurs auteurs comme Ibn Khaldoun, ou encore Si Amar Ou Said Boulifa, nous expliquent que le nom de la tribu serait issu de l'évolution linguistique du nom d'une tribu très ancienne : Fraxinenses, ce peuple de la Numidie antique qui se dressa contre l'emprise de Rome. Un autre rapprochement, fréquemment repris à l'époque coloniale, a fait voir dans les Aït Fraoussen les descendants de Francs,.

## Les célébrités
- Littérature et poésie :
- Musique : Cheikh Arab Bouzgarene
- Peinture :
- Politique : Aïssat Idir, Hachimi Nait-Djoudi, Ouali Bennaï, Salah Benacer.
- Religion : timɛemmeṛt  Sidi Saḥnun et timɛemmeṛt Tala Muqren.
- Sport : Hassan Yebda, Said Belkalem, Hamenad Omar
- Théâtre et cinéma : Abderahmane Kamel